# Ferenc Gyurcsány

Ferenc Gyurcsány (pronunciat diúrtxaany IPA: [ˈɟurtʃaːɲ]) (Pápa, Veszprém, Hongria 1961) polític hongarès i exprimer ministre d'Hongria.

## Infància i estudis (1961-1990)
Va néixer el 4 de juny de 1961, a la regió occidental de Veszprém. El 1984 va acabar els seus estudis de Magisteri i va començar els d'economia a la Universitat Janus Pannonius, a Pécs, va diplomar-se el 1990.

## Inicis polítics
Gyurcsány va començar la seva carrera política a les joventuts comunistes del KISZ (Kommunista Ifjúsági Szövetség), abans de convertir-se en vicepresident de la DEMISZ (Demokratikus Ifjúsági Szövetség), l'associació de Joves Democràtics d'Hongria, que és successora del KISZ.

## Empresari i comerciant (1990-2002)
A partir de la instauració de la democràcia a Hongria, el 1990, Gyurcsány va llançar-se al comerç i va fundar diverses empreses prósperes com ALTUS, que li van permetre de convertir-se amb la quinzena persona més rica del país (1992).

## Retorn a la política (2002)
El 2002 retornà a la política, com a conseller estratègic de Péter Medgyessy, cap del MSZP, primer partit de l'oposició, antic primer ministre. Després del retorn al poder dels antics comunistes reconvertits; el 21 d'abril de 2002, Gýurcsány va ser Ministre de Joventut, d'Esports i de la Infància (2002-2004). El gener de 2004 va convertir-se en el president del MSZP de la regió occidental de Győr-Moson-Sopron.

## Primer Ministre Hongarès (2004-2009)
L'estiu de 2004, Medgyessy va obligar a dimitir de tots els seus càrrecs a Gyurcsány, fet que va provocar perdre la confiança d'un dels seus socis de govern, i és forçat a dimitir. Gyurcsány és elegit Primer Ministre Interí el 25 d'agost de 2004 i investit el 29 de setembre de 2004.
La coalició entre el MSZP i SZDSZ veu en Gyurcsány, una imatge d'una jove i "moderna" Hongria. El govern de Gyurcsány és actiu i comunicatiu.
Dimití el 14 d'abril de 2009, per la seva impopularitat, i per la falta de consens parlamentari per governar el país, ja que els seus socis liberals abandonaren el govern l'1 de maig de 2008, al·legant motius de falta d'acord per a les reformes socials.